# Philippe Braud
Philippe Braud (Maine y Loira, 18 de marzo de 1941) es un politólogo francés, especialista en sociología política.

## Biografía
Braud es graduado y doctor en derecho público con una tesis sobre la noción de libertad pública defendida en la Universidad de Rennes en 1967. Obtuvo la agregación en Derecho público y Ciencia política en 1968. Fue profesor de la Universidad de Rennes 1 de 1969 a 1985. Integrado en la Universidad de París I Panthéon-Sorbonne en ese año, fue director del departamento de ciencia política de la Sorbona de 1989 a 1995. Ese año fue nombrado presidente de la sección ciencia política del Consejo nacional de las universidades (CNU) donde ejerció un mandato de cuatro años, antes de presidir el jurado de agregación de ciencia política en 2000-2001.
En 2000, abandonó la Universidad de París I para integrarse en el Instituto de Estudios Políticos de París donde, desde 2010, es profesor emérito.

## Trabajos
Sus trabajos, influidos un tiempo por el psicoanálisis y la antropología de Murray Edelman o Clifford Geertz o algunos investigadores constructivistas, como Gale Miller, Peter Ibarra o John Kitsuse, están orientados hacia la psicología política y las dimensiones simbólicas de la vida política. Se interesa particularmente por las relaciones entre la violencia simbólica y la violencia física. Sostiene que las dimensiones emocionales de la vida política son a menudo subestimadas en el análisis científico, o bien están enmascaradas por conceptos racionalistas.